# 马修·福布斯
马修·福布斯（Matthew Forbes，2006年4月6日—），美国男子网球运动员。他代表密西根州立大學打网球。
福布斯的父母都是牙買加人，他是三个兄弟姐妹中最小的一个。他的姐姐阿比盖尔·福布斯也是一名网球运动员。
2023年12月，他和安德鲁·德尔加多（Andrew Delgado）在橘子碗国际网球锦标赛赢得男子双打冠军。2024年8月，他赢得了USTA男子18岁组全国网球锦标赛冠军，获得了进入当年美国网球公开赛正赛资格。
2024年2月，福布斯在ITF男子世界网球巡回赛M15级别森赖斯站中以青少年直通外卡资格参赛，这是他首次亮相职业赛程。2024年8月，他在美国网球公开赛上以外卡身份首次亮相大满贯正赛，但在第一轮输给羅曼·薩菲烏林。